# Amanida grega
Amanida grega és el nom que rep fora de Grècia una amanida tradicional d'aquest país, un plat molt representatiu de la cuina grega. A Grècia en diuen χωριάτικη σαλάτα (khoriatikí saláta [xorjati'ki sa'lata]) que significa «amanida de poble» o «de pagès». És l'amanida més popular de Grècia i es troba a quasi totes les tavernes gregues. Els seus ingredients més importants són: tomàquet, cogombre i ceba tallats en trossos petits i un gran tros de feta, tot amanit generosament amb oli d'oliva i orenga. Sovint també s'hi afegeixen olives negres (tipus Calamata), pebrot verd, tàperes, pebre i sal. Sovint s'afegeixen fulles verdes com lletsó o verdolaga. Normalment se serveix freda en un plat profund. Després de menjar-la, la gent sol sucar pa per acabar de consumir l'oli, el suc de tomàquet i els trossets de verdures que queden al fons del plat, pràctica anomenada papara en grec.